# Philip Sadée

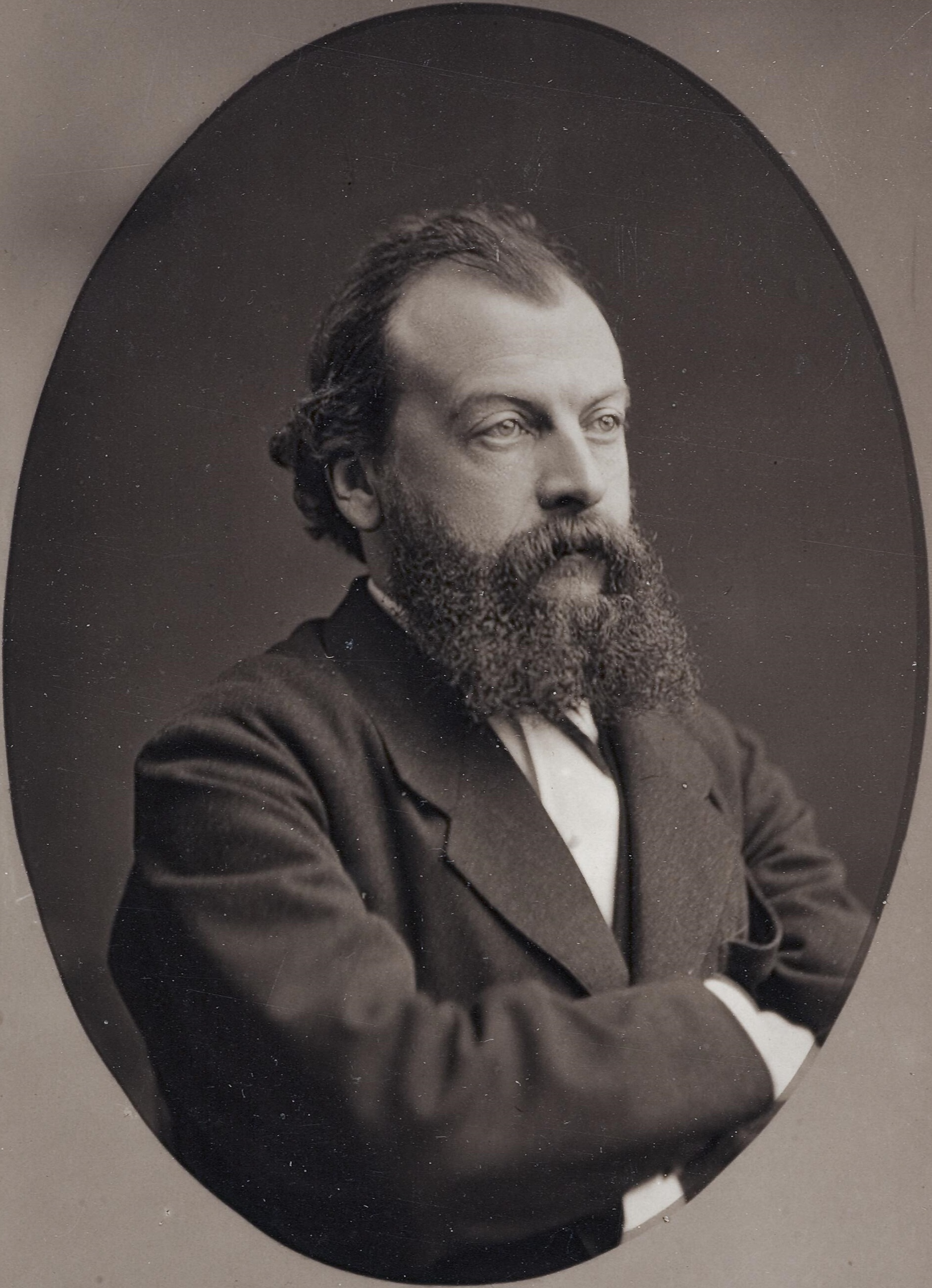
Philip Sadée, Foto

Philip Lodewijk Jacob Frederik Sadée (* 7. Februar 1837 in Den Haag; † 14. Dezember 1904 ebenda) war ein niederländischer Maler der Düsseldorfer und Haager Schule.

## Leben
Sadée begann seine künstlerische Ausbildung mit etwa zwanzig Jahren. Er studierte an der Haager Akademie und im Privatstudio von Jacobus Everhardus Josephus van den Berg. 1866 begab er sich zusammen mit seinem Studienfreund Julius van de Sande Bakhuyzen nach Düsseldorf, dessen Kunstakademie durch die Düsseldorfer Malerschule internationales Ansehen erworben hatte. Sadée blieb dort bis 1868. Anfangs malte er vor allem historische und biblische Szenen, später wandte er sich auf Rat von Albert Kindler der Genremalerei zu. In seinen Genrestücken dominieren Darstellungen des Fischerlebens und Stadtansichten. Sadée unternahm Studienreisen nach Deutschland, Belgien und Frankreich. An der Haager Akademie wirkte er als Lehrer. Zu seinen Schülern gehörte Hendrikus Matheus Horrix (1845–1923). Sadée war Mitglied der Künstlervereinigungen Arti et Amicitiae, Pulchri Studio und Nieuwe of Littéraire Sociëteit „De Witte“.

## Werke (Auswahl)

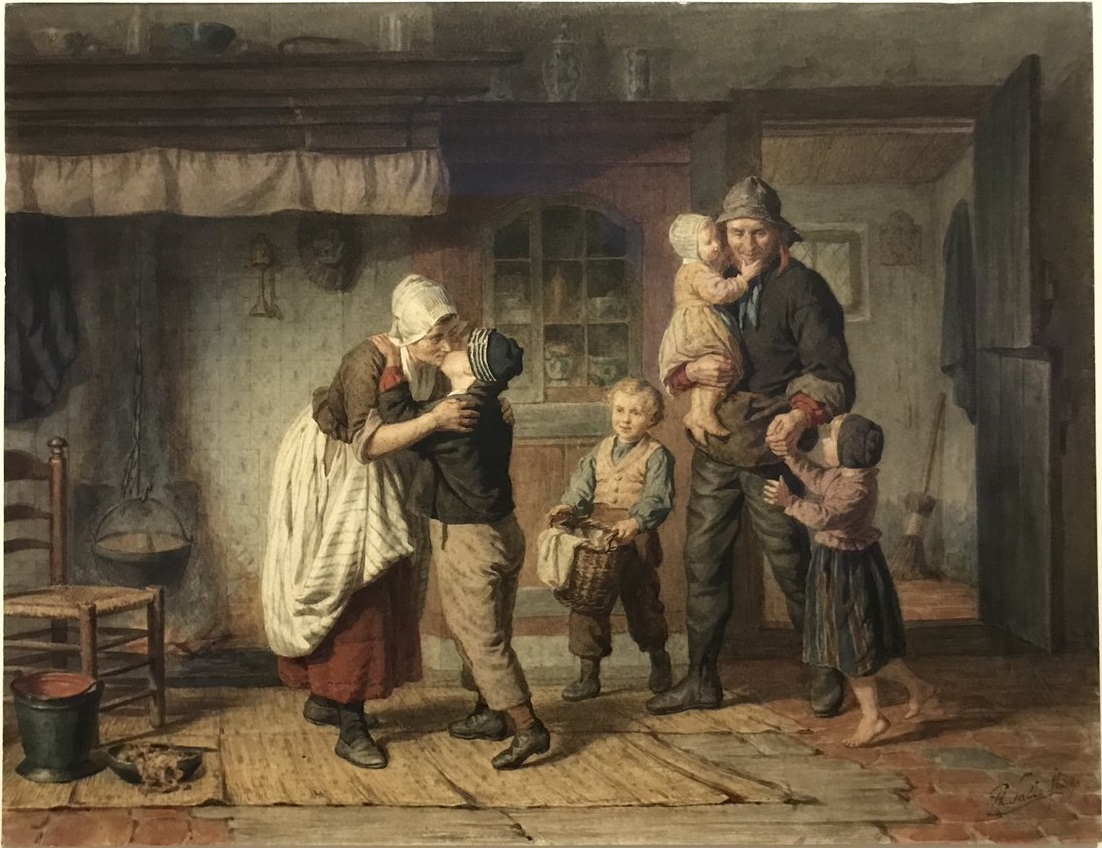
Heimkehr, 1869

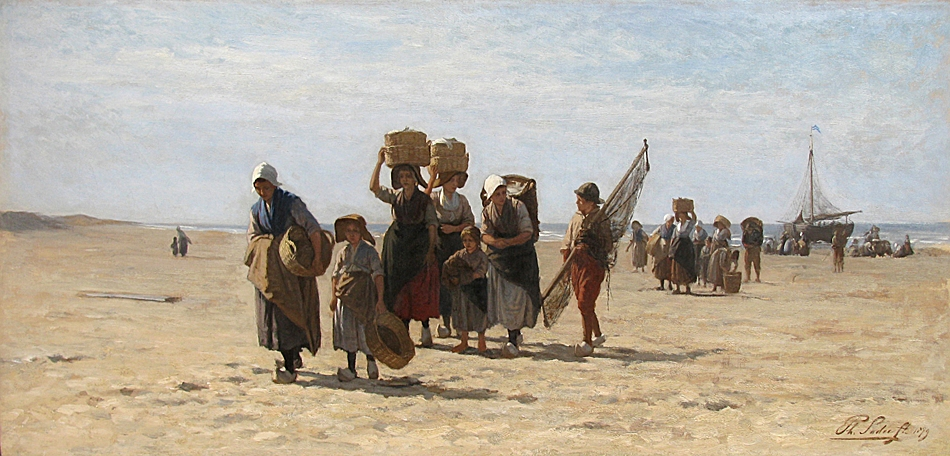
Heimweg, um 1875

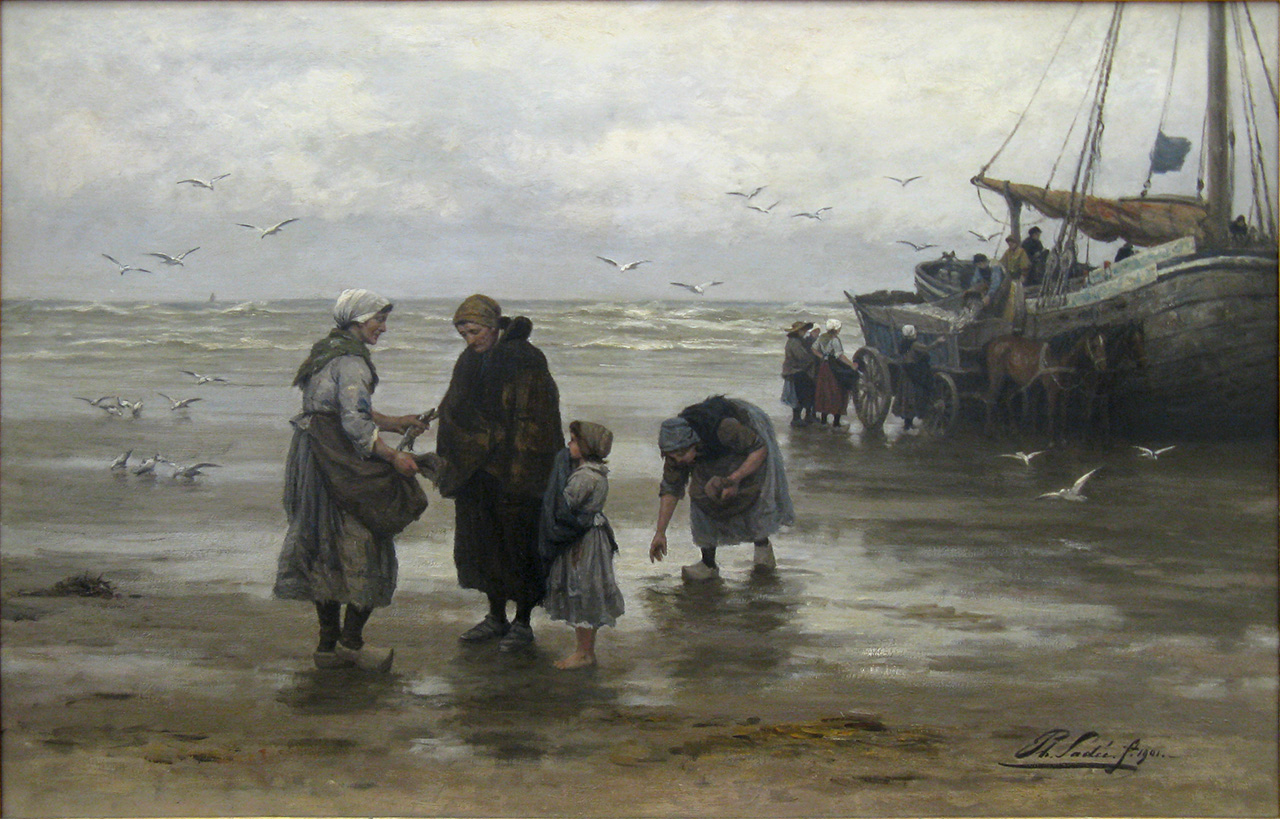
Der Anteil für die Armen, 1901

- Fischerfrau mit Kindern, 1857, Aberdeen Art Gallery and Museums
- Heimkehr, 1869, Rijksdienst voor het Cultureel Erfgoed
- Scheveningse vrouwen bij het nalezen van een gerooid aardappelveld (Scheveninger Frauen bei der Kartoffel-Nachlese), 1874, Rijksmuseum Amsterdam
- Op weg naar huis (Heimweg), um 1875
- Wachtend op de terugkomst van de vloot (Auf die Flut wartend), 1876
- Brotverteilung an die Dorfarmen, um 1888
- Het deel der armen (Der Anteil für die Armen), 1901
- Scheveningse vrouwen (Scheveninger Frauen)